# Alejandro (снайперская винтовка)
Alejandro - кубинская снайперская винтовка разработана оружейным предприятием «Union de la Industria Militar» в конце 2001 года для вооруженных сил Кубы.
Своим названием винтовка обязана второму имени кубинского лидера Фиделя Кастро (исп. Fidel Alejandro Castro Ruz).

## Описание
Снайперская винтовка Alejandro выполнена по классической схеме с продольно-скользящим затвором. Ложа винтовки сделана из композитных материалов и представляет собой монолитную неразборную конструкцию. Ложа состоит из цевья, рукояти с вырезом для трех пальцев стрелка, прикладом с вырезом для большого пальца и мощной амортизирующей резиновой вставкой, гасящей отдачу. Ствол свободно вывешен, крепится к стальной ствольной коробке, которая уложена в ложу.
Винтовка имеет приспособление для установки оптического прицела (ПСО-1 или ПСО-1М2), а так же оснащено открытыми прицельными приспособлениями - мушкой и секторным прицелом.
Для стрельбы применяются винтовочные патроны 7,62×54 мм R, подача патронов при стрельбе производится из коробчатого магазина ёмкостью 8 патронов. Огонь ведется одиночными выстрелами.

## Тактико-технические характеристики[4]
- Калибр,мм:         7.62
- Длина,мм:          1120
- Длина ствола,мм:   610
- Боеприпас:         патрон 7,62×54 мм R
- Боепитание:        коробчатый магазин на 8 патронов
- Эффективная прицельная дальность,м:
  - с открытым (механическим) прицелом  800
  - с оптическим прицелом               1000
- Масса,кг:          около 5 без прицела,сошек и магазина.